# Kate Rusby
Kate Rusby, född 4 december 1973 i Penistone, är en brittisk folksångare och singer-songwriter.

## Diskografi i urval
- Hourglass (1997)
- Sleepless (1999)
- Little Lights (2001)
- 10 (2002)
- Heartlands (2003)
- Underneath the Stars (2003)
- The Girl Who Couldn't Fly (2005)
- Awkward Annie (2007)
- Make the Light (2010)
- 20 (2012)
- Ghost (2014)
- Life in a Paper Boat (2016)
- Philosophers, Poets & Kings (2019)
- Hand Me Down (2020)